# 奥维尔
奥维尔（法語：Orville，法語發音：[ɔʁvil] ⓘ）是法国上法蘭西大區加来海峡省的一个市镇，属于阿拉斯区。

## 地理
奥维尔（50°8'2"N, 2°24'41"E）面积11.95 平方千米，位于法国上法蘭西大區加来海峡省，该省份为法国北部沿海省份，西北濒北海，南至索姆省，东临北部省。
与奥维尔接壤的市镇（或旧市镇、城区）包括：阿卢瓦、昂普利耶、法姆雄、波姆拉、萨尔通、蒂耶夫尔、博凯讷、泰拉梅尼勒。

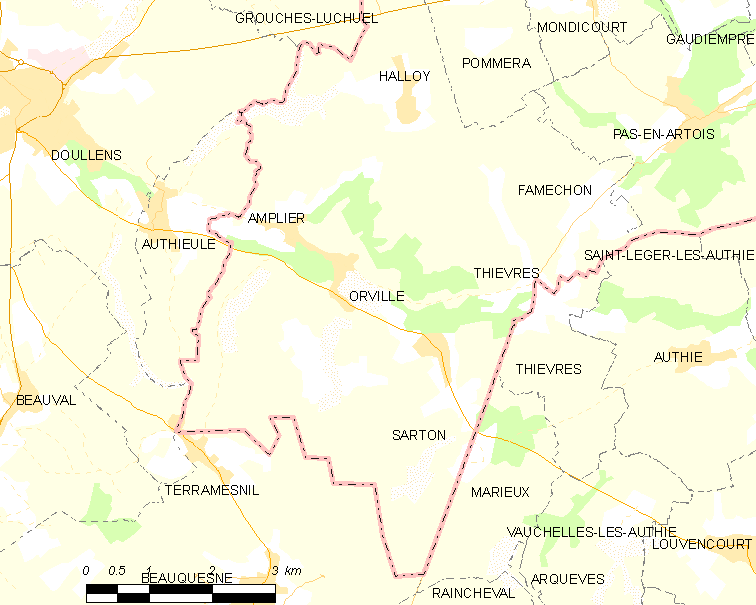
奥维尔的OSM定位图

奥维尔的时区为UTC+01:00、UTC+02:00（夏令时）。

## 行政
奥维尔的邮政编码为62760，INSEE市镇编码为62640。

## 政治
奥维尔所属的省级选区为阿韦讷勒孔特县。

## 人口

1962-2008年间奥维尔人口变化图示

奥维尔于2022年1月1日时的人口数量为350人。